# Magnus II Tavast
Magnus II Tavast ou Magnus Olai ou "Maunu Olavinpoika" (mort le 9 mars 1452 à Mynämäki) est l’évêque catholique le plus remarquable des évêques de Finlande du Moyen Âge. 
Il est évêque de 1412 à 1450.